# 轴流泵

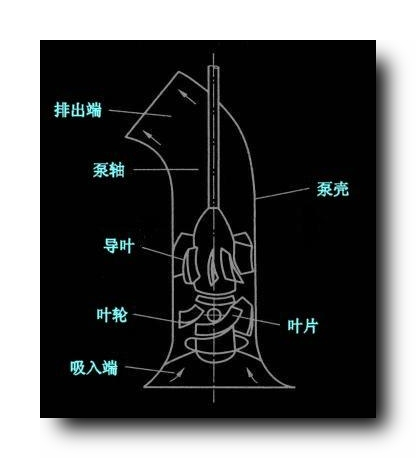
轴流泵结构示意图，流体方向自下至上

轴流泵（英語：axial flow pump ）也称螺桨泵；由泵壳、叶轮和转轴等主要机件构成，叶轮上有螺旋桨状的叶片若干。
当叶轮随着转轴一起被动力机驱动作高速旋转时，各叶片将液体推向一端，同时又从另一端吸取新的液体，使液体产生沿着与转轴相平行的方向连续流动，达到输送液体的作用；液体通过叶轮时，由于叶轮转动的作用，压力提高。
轴流泵作用是使流体的动能通过旋转的叶轮转化为压力能，从泵的吸入端至排出端由旋转运动转变为轴向运动自压排出。最常见的分为立式和卧式。
与离心泵比较，轴流泵的构造更为简单，但产生的液体压头较低，而排量可以很大，并可取得较高的效率。